# L'habitació del pànic
L'habitació del pànic (títol original en anglès: Panic Room) és una pel·lícula estatunidenca de thriller del 2002, protagonitzada per Jodie Foster i Kristen Stewart, dirigida per David Fincher. Ha estat doblada al català.
En aquesta pel·lícula Fincher no dubta a exposar a l'espectador totes les peces que conformen la història, rebutjant jugar amb el recurrent efecte sorpresa utilitzat en les seves pel·lícules anteriors, En aquest sentit és la pel·lícula més clara i evident tant narrativament com argumentalment del director. El discurs moral de la pel·lícula està poc subratllat per deixar pas a l'acció, tot i que a la pel·lícula s'hi mostren amb realisme les pors i turments dels éssers humans quan es veuen arrossegats a viure i a lluitar en circumstàncies amenaçadores.

## Argument
Meg Altman, acabada de divorciar, i la seva filla Sarah, interpretades per Jodie Foster i Kristen Stewart respectivament, formen part d'un joc mortal amb tres intrusos que envaeixen brutalment casa seva: Brunham (Forest Whitaker), Raoul (Dwight Yoakam) i Junior (Jared Leto).
Totes dues dones es troben atrapades a «l'habitació del pànic» de casa seva a Nova York, una habitació amagada construïda com a refugi en cas de robatori, però la pròpia habitació serà el centre d'atenció, atès que el que busquen els intrusos és al se interior.

## Al voltant de la pel·lícula
Originàriament el paper de la Meg Altman havia de ser interpretat per Nicole Kidman, però va haver de rebutjar-lo per un problema al genoll. Jodie Foster només va tenir nou setmanes per preparar el paper. Foster estava embarassada del seu segon fill mentre va durar el rodatge i algunes de les escenes van ser rodades després del part.
La idea de la pel·lícula va sorgir d'un article de The New York Times sobre habitacions segures i sobre la història d'un escriptor que va quedar atrapat en un ascensor.